# GFI1B
GFI1B‏ (Growth factor independent 1B transcriptional repressor) هوَ بروتين يُشَفر بواسطة جين GFI1B في الإنسان.